# 青森中央インターチェンジ
青森中央インターチェンジ（あおもりちゅうおうインターチェンジ）は、青森県青森市にある青森自動車道のインターチェンジである。青森市中心部への最寄りのインターチェンジである。

## 道路

### 本線
- E4A 青森自動車道（55番）

### 接続する道路
- 直接接続
  - 国道7号（青森環状道路）

## 料金所
- ブース数：5

### 入口
- ブース数：2
  - ETC専用：1
  - 一般：1

### 出口
- ブース数：3
  - ETC専用：1
  - 一般：2

## 周辺（五十音順）
- 青森県営スケート場
- サンドーム
- あおもり協立病院
- 青森県立青森中央高等学校
- 青森県立図書館（青森県近代文学館）
- ケーズデンキ青森本店
  - TSUTAYA 青森中央店
- 極楽湯
- CiiNA CiiNA 青森
- 浜田ドリームタウンALi

## 隣
E4 東北自動車道・E4A 青森自動車道
(53) 浪岡IC - 青森JCT - (55) 青森中央IC - 青森中央TB - (56) 青森東IC
青森JCTは東北自動車道 浪岡IC方面へのハーフJCT構造で、青森道と青森IC間の相互通行はできない。
青森東ICまでの料金の支払いは青森中央TBで行う。なお、青森東IC（青森中央TB） - 青森中央IC間のみの利用の場合、料金所を通過（通行券受け取り）してすぐに再度料金所で料金の精算を行う。